# Under the Radar Over the Top
Under the Radar Over the Top – czternasta studyjna płyta zespołu Scooter wydana 2 października 2009.
Album zawiera 12 utworów. Promuje go singel J’adore Hardcore, który miał premierę 14 sierpnia.

## Lista utworów
| Nr  | Tytuł                                 | Czas |
| --- | ------------------------------------- | ---- |
| 1.  | "Stealth"                             | 1:23 |
| 2.  | "J’adore Hardcore"                    | 4:20 |
| 3.  | "Ti Sento" (feat. Antonella Ruggiero) | 3:55 |
| 4.  | "State of Mind"                       | 3:30 |
| 5.  | "Where the Beats..."                  | 3:51 |
| 6.  | "Bit a Bad Boy"                       | 3:47 |
| 7.  | "The Sound Above My Hair"             | 4:38 |
| 8.  | "See Your Smile"                      | 4:13 |
| 9.  | "Clic Clac"                           | 4:29 |
| 10. | "Second Skin"                         | 5:54 |
| 11. | "Stuck on Replay"                     | 3:10 |
| 12. | "Metropolis"                          | 5:38 |

### Limitowana edycja
Limitowana edycja tego albumu zawiera drugie CD zatytułowane The Dark Side Edition oraz bonusowe DVD.
The Dark Side Edition
| Nr  | Tytuł                           | Czas |
| --- | ------------------------------- | ---- |
| 1.  | "She’s The Sun"                 | 3:48 |
| 2.  | "Take Me Baby"                  | 4:15 |
| 3.  | "Frequent Traveller"            | 3:37 |
| 4.  | "Eyes Without a Face"           | 3:18 |
| 5.  | "Dancing in the Moonlight"      | 4:33 |
| 6.  | "Lass Uns Tanzen" (Day Version) | 3:42 |
| 7.  | "Stripped" (Live)               | 4:21 |
| 8.  | "Sex Dwarf"                     | 4:19 |
| 9.  | "Am Fenster"                    | 5:52 |
| 10. | "Marian (Version)"              | 4:55 |